# Sleeping Dogs (film)
Sleeping Dogs è un film del 2024 diretto da Adam Cooper. 
La pellicola è l'adattamento cinematografico del romanzo Il libro degli specchi di Eugen Ovidiu Chirovici.

## Trama
Roy Freeman, un ex detective della omicidi che sta lottando contro l'Alzheimer, per cercare di recuperare i ricordi perduti e rallentare il declino cognitivo si sottopone a un trattamento sperimentale all'avanguardia che stimola specifiche aree del cervello.
Mentre è alle prese con questa difficile battaglia personale, Roy viene inaspettatamente coinvolto in un vecchio caso che aveva seguito anni prima: il brutale omicidio del dottor Joseph Wieder, un professore universitario. Un uomo di nome Isaac Samuel, che Roy aveva contribuito a fare condannare, si trova nel braccio della morte ma, poco prima dell'esecuzione, proclama la sua innocenza e fornisce nuove informazioni che gettano dubbi sulla sua colpevolezza.
Spinto da un senso di dovere e dalla possibilità che un innocente stia per morire, Roy decide di riesaminare il caso. Tuttavia, la sua memoria è frammentata e inaffidabile. È costretto a fare affidamento sui vecchi fascicoli, sulle registrazioni delle interviste dell'epoca e sui pochi frammenti di ricordi che il trattamento riesce a fargli riaffiorare.
Man mano che Roy si addentra nuovamente nell'indagine, inizia a scoprire incongruenze e dettagli inquietanti che erano stati trascurati o forse volutamente nascosti durante la prima indagine. Incontra personaggi chiave del passato legati al caso, tra cui l'enigmatica e seducente Laura Baines, una donna misteriosamente connessa al dottor Wieder, le cui testimonianze sembrano contraddittorie.
Il processo di investigazione diventa per Roy anche un doloroso viaggio nel suo stesso passato dimenticato. Il colpo di scena principale arriva quando Roy inizia a sospettare, e poi a ricordare, frammenti che indicano un suo coinvolgimento personale e dimenticato nel caso, molto più profondo di quanto pensasse. Questo lo porta a mettere in discussione non solo le prove raccolte all'epoca, ma anche il suo stesso ruolo, le sue azioni e potenziali errori commessi durante l'indagine originale, forse influenzati da rapporti personali che non ricordava più.
Lottando contro il tempo (l'imminente esecuzione di Samuel) e contro la sua stessa mente che lo tradisce, Roy deve mettere insieme i pezzi di un puzzle complesso, distinguendo i ricordi reali dalle false piste create dalla sua malattia o dalle manipolazioni altrui.
Alla fine, riesce a svelare la verità sull'omicidio di Wieder, scoprendo il vero colpevole e il movente, spesso legato a segreti, tradimenti e relazioni intricate nascoste nel passato accademico e personale della vittima. La risoluzione del caso costringe Roy a confrontarsi non solo con la giustizia, ma anche con le ombre del suo passato e le conseguenze delle sue azioni dimenticate.

## Produzione
Nell'agosto 2022 è stato annunciato che Russell Crowe avrebbe interpretato il protagonista in un adattamento cinematografico del romanzo di Chirovici. Nel febbraio successivo Karen Gillan, Marton Csokas, Harry Greenwood e Thomas M. Wright si sono uniti al cast. 
Le riprese principali si sono svolte tra Victoria e Melbourne tra il febbraio e il maggio 2023.

## Promozione
Il primo trailer del film è stato diffuso il 26 gennaio 2024.

## Distribuzione
Il film è stato distribuito nelle sale statunitensi il 22 marzo 2024.

## Accoglienza

### Incassi
Il film ha incassato poco più di 2,1 milioni di dollari.

### Critica
Su Rotten Tomatoes 43 critici esprimono un gradimento del 42% con un voto medio di 5.3/10; su Metacritic il voto medio di 10 critici è 45/100.